# Математика в Древнем Египте
Данная статья — часть обзора История математики.
Статья посвящена состоянию и развитию математики в Древнем Египте в период примерно с XXX по III век до н. э.
Древнейшие древнеегипетские математические тексты относятся к началу II тысячелетия до н. э. Математика тогда использовалась в астрономии, мореплавании, землемерии, при строительстве зданий, плотин, каналов и военных укреплений. Денежных расчётов, как и самих денег, в Египте не было. Египтяне писали на папирусе, который сохраняется плохо, и поэтому наши знания о математике Египта существенно меньше, чем о математике Вавилона или Греции. Вероятно, она была развита лучше, чем можно представить, исходя из дошедших до нас документов — известно, что греческие математики учились у египтян.
Нам ничего не известно о развитии математических знаний в Египте как в более древние, так и в более поздние времена. После воцарения Птолемеев начинается чрезвычайно плодотворный синтез египетской и греческой культур.

## Источники

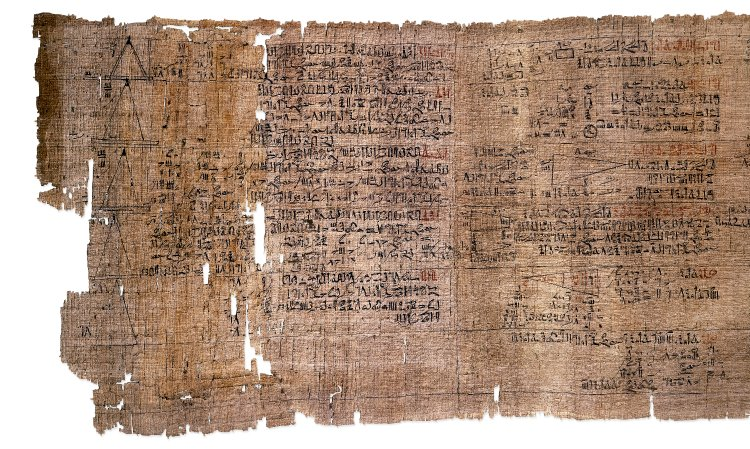
Часть папируса Ахмеса.
Задачи с 49 по 55.

## Нумерация (запись чисел)

Иероглифическая запись числа 35736

Древнеегипетская нумерация, то есть запись чисел, была похожа на римскую: поначалу были отдельные значки для 1, 10, 100, … 10 000 000, сочетавшиеся аддитивно (складываясь). Египтяне обычно писали справа налево, и младшие разряды числа записывались первыми, так что в конечном счёте порядок цифр соответствовал нашему. В иератическом письме уже есть отдельные обозначения для цифр 1-9 и сокращённые значки для разных десятков, сотен и тысяч.
Любое число в Древнем Египте можно было записать двумя способами: словами и цифрами. Например, чтобы написать число 30, можно было использовать обычные иероглифы:
| Aa15 · D36 | D58 |

или то же самое написать цифрами (три символа десятки):
| V20 | V20 | V20 |

| Z1 |

| Z1 |

| V20 |

| V20 |

| V1 |

| V1 |

| M12 |

| M12 |

| D50 |

| D50 |

| I8 |

| I8 |

| C11 |

| C11 |

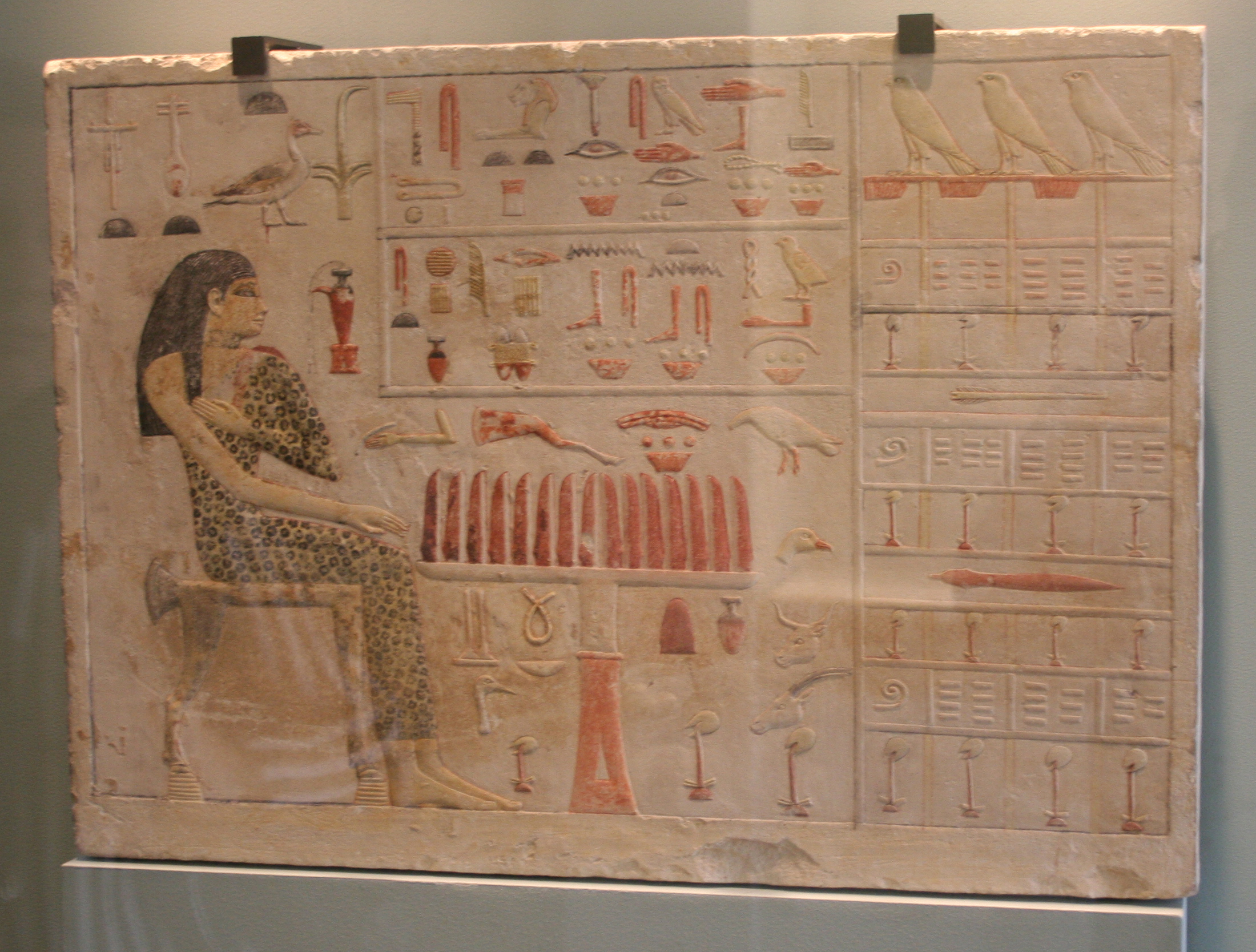
Плита с гробницы царевны Неферетиабет (2590—2565 до н. э., Гиза). Лувр

Умножение египтяне производили с помощью сочетания удвоений и сложений. Деление заключалось в подборе делителя, то есть как действие, обратное умножению.
Особые значки обозначали дроби вида {\displaystyle {\frac {1}{n}}} и {\displaystyle {\frac {2}{3}}}. Однако общего понятия дроби {\displaystyle {\frac {m}{n}}} у них не было, и все неканонические дроби представлялись как сумма аликвотных дробей. Типовые разложения были сведены в громоздкие таблицы.
| Aa13 |

| Aa13 |

| r · Z2 |

| r · Z2 |

| D22 |

| D22 |

| r · Z1 · Z1 · Z1 · Z1 |

| r · Z1 · Z1 · Z1 · Z1 |

| r · Z1 · Z1 · Z1 · Z1 · Z1 |

| r · Z1 · Z1 · Z1 · Z1 · Z1 |

Пример записи дробей из Папируса Ринда
| Z2 · Z1 · Z1 | Aa16 | r · Z1 · Z1 · Z1 · Z1 · Z2 | r · 10 | Z1 | Z1 | Z1 | Z1 |

5 + 1⁄2 + 1⁄7 + 1⁄14 (= 5 5⁄7)

## Арифметика

### Знаки сложения и вычитания
В Папирусе Ахмеса (ок. 1550 г. до н.э.) для обозначения сложения или вычитания использовался иероглиф 
| D54 |

| D54 |

| D55 |

| D55 |

Если направление «ног» у этого иероглифа совпадало с направлением письма (как уже упоминалось, египтяне обычно писали справа налево), тогда он означал «сложение», в противном случае — «вычитание». Однако, в Московском математическом папирусе (ок. 1850 г. до н.э.) пара ног, направленная к концу строки, означала возведение числа  в квадрат.

### Сложение
Если при сложении получается число, большее десяти, тогда десяток записывается повышающим иероглифом.
Например: 2343 + 1671
| M12 | M12 | V1 · V1 · V1 | V20 · V20 · V20 · V20 | Z1 · Z1 · Z1 |

 +
| M12 | V1 · V1 · V1 · V1 · V1 · V1 | V20 · V20 · V20 · V20 · V20 · V20 · V20 · Z1 |

Собираем все однотипные иероглифы вместе и получаем:
| M12 | M12 | M12 | V1 · V1 · V1 · V1 · V1 · V1 · V1 · V1 · V1 · V20 | V20 · V20 · V20 · V20 · V20 · V20 · V20 · V20 · V20 · V20 | Z1 · Z1 · Z1 · Z1 |

Преобразуем:
| M12 | M12 | M12 | V1 · V1 · V1 · V1 · V1 · V1 · V1 · V1 · V1 · V1 | V20 | Z1 · Z1 · Z1 · Z1 |

Окончательный результат (4014) выглядит вот так:
| M12 · M12 · M12 · M12 | V20 | Z1 · Z1 · Z1 · Z1 |

### Умножение
Древнеегипетское умножение является последовательным методом умножения двух чисел. Чтобы умножать числа, им не нужно было знать таблицы умножения, а достаточно было только уметь раскладывать числа на кратные основания, умножать эти кратные числа и складывать.
Египетский метод предполагает раскладывание наименьшего из двух множителей на кратные числа и последующее их последовательное переумножение на второй множитель

### Разложение
Египтяне использовали систему разложения наименьшего множителя на кратные числа, сумма которых составляла бы исходное число.
Чтобы правильно подобрать кратное число, нужно было знать следующую таблицу значений:
1 x 2 = 2
2 x 2 = 4
4 x 2 = 8
8 x 2 = 16
16 x 2 = 32
Пример разложения числа 25:
- Кратный множитель для числа «25» — это 16.
- 25 — 16 = 9,
- Кратный множитель для числа «9» — это 8,
- 9 — 8 = 1,
- Кратный множитель для числа «1» — это 1,
- 1 — 1 = 0

Таким образом «25» — это сумма трех слагаемых: 16, 8 и 1.
Пример: умножим «13» на «238»:
| ✔ | 1 х 238  | = 238  |  |  |  |  |  |
| ✔ | 4 х 238  | = 952  |  |  |  |  |  |
| ✔ | 8 х 238  | = 1904 |  |  |  |  |  |
|   |          |        |  |  |  |  |  |
|   | 13 х 238 | = 3094 |  |  |  |  |  |

Известно, что 13 = 8 + 4 + 1. Каждое из этих слагаемых нужно умножить на 238. Получаем: 13 × 238 = (8 + 4 + 1) × 238 = 8 x 238 + 4 × 238 + 1 × 238 = 3094.
Древние египтяне отличали деление на два от деления на другие числа, поскольку их алгоритм умножения использовал деление на два как один из промежуточных этапов.

### Уравнения

Иероглифическая запись уравнения

Пример задачи из папируса Ахмеса:
Найти число, если известно, что от прибавления к нему 2/3 его и вычитания из результата его трети получается 10.

## Геометрия

### Вычисление площадей
В области геометрии египтяне знали точные формулы для площади прямоугольника, треугольника и трапеции. Площадь произвольного четырёхугольника со сторонами a, b, c, d вычислялась приближённо как {\displaystyle S={\frac {a+c}{2}}\cdot {\frac {b+d}{2}}}; эта грубая формула даёт приемлемую точность, если фигура близка к прямоугольнику.
Египтяне предполагали, что площадь круга S диаметром d равна площади квадрата, сторона которого составляет 8/9 диаметра: {\displaystyle S=\left(d-{\frac {d}{9}}\right)^{2}=\left({\frac {8}{9}}d\right)^{2}.} Это правило соответствует приближению {\displaystyle \pi \approx 4\cdot \left({\frac {8}{9}}\right)^{2}} ≈ 3,1605 (погрешность менее 1 %)..
Некоторые исследователи на основании 10-й задачи Московского математического папируса считали, что египтяне знали точную формулу для вычисления площади сферы, однако другие учёные с этим не согласны.

### Вычисление объёмов

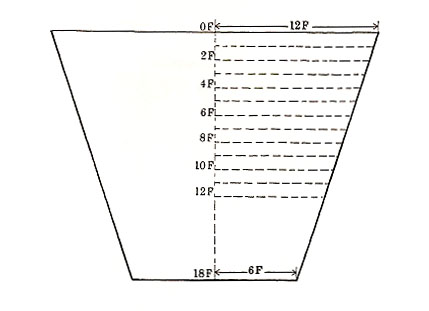
Реконструкция водяных часов по чертежам из Оксиринха

Египтяне могли высчитывать объёмы параллелепипеда, цилиндра, конуса и пирамид.
Для вычисления объёма усечённой пирамиды египтяне пользовались следующим правилом (Задача № M14 Московского математического папируса): пусть мы имеем правильную усечённую пирамиду со стороной нижнего основания a, верхнего b и высотой h; тогда объём вычислялся по следующей (правильной) формуле:
{\displaystyle V=(a^{2}+ab+b^{2})\cdot {\frac {h}{3}}.}
Древний свиток папируса, найденный в Оксиринхе, свидетельствует, что египтяне могли вычислять также объём усечённого конуса. Эти знания ими использовались для сооружения водяных часов. Так, например, известно, что при Аменхотепе III были построены водяные часы в Карнаке.

### Египетский треугольник
Египетским треугольником называется прямоугольный треугольник с соотношением сторон 3:4:5. Плутарх в первом веке об этом треугольнике в сочинении «Об Исиде и Осирисе» писал: «видимо, египтяне сравнивают природу Всеобщности с красивейшим из треугольников». Возможно, именно из-за этого этот треугольник получил название египетского. Действительно, греческие учёные сообщали, что в Египте для построения прямого угла использовалась верёвка, разделённая на 12 частей.
Египетский треугольник активно применялся для построения прямых углов египетскими землемерами и архитекторами, например, при построении пирамид. Историк Ван дер Варден попытался поставить этот факт под сомнение, однако более поздние исследования его подтвердили.
В любом случае, нет никаких свидетельств, что в Древнем Египте была известна теорема Пифагора в общем случае (в отличие от Древнего Вавилона).